# Göbekli Tepe
Göbekli Tepe (turško [ɡøbe̞kli te̞pɛ] , Trebušasti hrib, Potbelly Hill ) je arheološko najdišče na vrhu gorskega grebena v jugovzhodni Anatoliji v Turčiji, približno 12 km severovzhodno od mesta Şanlıurfa.  Arheološka gomila je visoka 15 m in ima približno 300 m v premeru.  Leži na približno 760 m nad morsko gladino. Tu je izkopavala nemška arheološka skupina pod vodstvom Klausa Schmidta od leta 1996 do njegove smrti leta 2014.
Ugotovili so, da sta za arheološko gomilo značilni dve razvojni stopnji obredne uporabe, datirani v 10. do 8. tisočletje pred našim štetjem. V predkeramičnem neolitiku A (PKN A)) so bili postavljeni krogi masivnih kamnitih stebrov v T-obliki. Po geofizikalnih raziskavah je zdaj znanih več kot 200 stebrov v približno 20 krogih. Vsak steber je visok do 6 m z maso do 20 ton. Imajo podnožje, ki je bilo izklesano v živo skalo.  V predkeramičnem neolitiku B (PKN B) so bili postavljeni  manjši stebri in so stali v pravokotni sobi s tlemi iz poliranega apnenca. Topografsko skeniranje je pokazalo, da druge strukture poleg hriba, ki še čakajo na izkopavanja, verjetno segajo 14.000 do 15.000 let nazaj, celo v pleistocen.  Lokacija je bila opuščena po obdobju PKN B. Mlajše strukture so iz klasične dobe.
Vloga struktur še ni jasna. Raziskovalec Klaus Schmidt je verjel, da so to zgodnja neolitska svetišča.

## Raziskovanje
Najdišče je bilo prvič omenjeno v raziskavi Carigrajske univerze in Čikaške univerze leta 1963. Ameriški arheolog Peter Benedict jo je opredelil kot morebitno neolitsko in domneval, da so bile neolitske plasti prekrite z bizantinskimi in islamskimi pokopališči. Raziskava je ugotovila številne kremene. Mislili so, da so ogromni apnenčasti kosi, zgornji deli stebrov v T-obliki, nagrobniki. Hrib je že dolgo kmetijsko obdelan in generacije lokalnih prebivalcev so pogosto prenašale kamenje in ga odlagale na kupe, s čimer so uničevali arheološke dokaze.
Leta 1994 je Klaus Schmidt z nemškega arheološkega inštituta, ki je pred tem delal pri Nevalı Çori, iskal drugo lokacijo za izkopavanje. Pregledal je arheološko literaturo za okolico in našel kratek opis čikaških raziskovalcev o Göbekli Tepeju. Odločil se je, da ga bo še enkrat pregledal. S svojim znanjem primerljivih objektov na Nevalı Çori je priznal možnost, da so bile skale in kosi deli stebrov v T-obliki.
Naslednje leto je začel izkopavanje v sodelovanju z muzejem iz Şanlıurfe. Kmalu so odkrili ogromne kose stebrov v T-obliki. Nekatere so verjetno kmetje poskušali odstraniti in so jih zamenjali za navadne velike skale.  V bližnjem najdišču Gürcütepe – tudi neolitik – ni bilo izkopavanj do leta 2000. 

## Datacija
Uvedba stratigrafije v Göbekli Tepeju potrjuje več stoletij dejavnosti, ki se začne vsaj že v epipaleolitiku. Strukture  iz naslednjega obdobja, predkeramični neolitik A (PKN A), so bili datirane v 10. tisočletje pred našim štetjem. Odkrili so tudi ostanke manjših stavb, opredeljenih kot predkeramični neolitik B (PKN B) iz 9. tisočletja pred našim štetjem.
Objavljeni so bili številni radiokarbonski datumi, ki so ponatisnjeni v preglednici z enim standardnim odklonom napak, umerjenim na pr. n. št.
| Lab. št. | Leto pred sedanjostjo | Umerjanje pr. n. št. | Kontekst  |
| -------- | --------------------- | -------------------- | --------- |
| Ua-19561 | 8430 ± 80             | 7560–7370            | priloga C |
| Ua-19562 | 8960 ± 85             | 8280–7970            | priloga B |
| Hd-20025 | 9452 ± 73             | 9110–8620            | plast III |
| Hd-20036 | 9559 ± 53             | 9130–8800            | plast III |

Hd-vzorci so iz oglja na najnižjih ravneh in kažejo konec dejavnosti plasti III. Ua vzorci so iz talnih karbonatnih premazov na stebrih in kažejo, kdaj je bil kraj zapuščen –terminus ante quem.

## Kompleks
Göbekli Tepe je na ravni in neplodni planoti z zgradbami v vseh smereh. Na severu je planota povezana s sosednjim pogorjem z ozkim pomolom. V vseh drugih smereh se greben strmo spušča v pobočjih in strmih skalah. Na vrhu grebena je veliko dokazov o človeški vplivih. Izkopavali so na južnem pobočju gomile, južno in zahodno od murve, ki zaznamuje islamsko romanje, vendar arheološke najdbe izvirajo s celotne planote. Našli so tudi številne ostanke orodij.

### Planota
Planoto so preoblikovali erozija in kamnolomi, ki so delovali ne le v neolitiku, ampak tudi v klasičnih časih. Na južnem delu planote so štirje 10 m dolgi in 20 cm široki kanali, za katere menijo, da so ostanki antičnega kamnoloma, iz katerega so pridobivali pravokotne bloke. Morda so povezani s kvadratno stavbo v soseščini, od katere je ohranjen le temelj. Domnevajo, da so to ostanki rimskega stolpa, ki je pripadal arabskemu zidu, a to ni zanesljivo. 
Zdi se, da je večina struktur na planoti posledica neolitskega kamnoloma s kamni, ki so se uporabljali kot vir za velike, monolitne arhitekturne elemente. Njihovi profili so bili izsekani v skalo in nato dvignjeni iz kamnoloma. Našli so številne kamnolome, v katerih so pridobivali okrogle obdelovance. Kamnolom je bil potrjen z najdbo 3 x 3-metrskega kosa na jugovzhodnem pobočju planote. Nedvoumno neolitski so trije stebri T-oblike, ki niso bili dvignjeni s temeljev. Največji je na severni strani planote, dolg je 7 m z glavo, širine 3 m. Teža je ocenjena na okoli 50 ton. Dva druga nedokončana stebra ležita na južni planoti.
Na zahodnem robu hriba so našli levjo figuro. Na tem območju se pogosteje pojavljajo fragmenti iz apnenca in kremena. Menijo, da bi bile tam  kiparske delavnice. Nejasno pa je, kako razvrstiti tri falične upodobitve z južnega dela planote. Ležijo v bližini kamnolomov iz klasičnega obdobja, zato je njihova datacija težka.
Poleg gomile je še rezana ploščad z dvema podnožjema, na katerih bi stali stebri in obdajali klopi, kar ustreza kompleksu iz plasti III na aktualni gomili. Nadaljnji vzorec se imenuje "kompleks E". Zaradi svoje podobnosti s kultno zgradbo v Nevalı Çori je bil imenovan tudi Skalni tempelj. Tla so bila natančno izklesana v živo skalo in zglajena, kar spominja na nadstropja iz teracastih mlajših kompleksov na Göbekli Tepeju. Takoj severozahodno od tega območja sta dve cisterni, nekakšni jami, za kateri verjamejo, da sta del kompleksa E. Ena od njiju ima visoko ploščo in tudi stopnišče s petimi stopnicami.
V zahodni brežini (škarpi) je bila odkrita majhna jama, v kateri si našli majhen relief goveda. To je edini relief v tej jami.

### Plast III
V tem zgodnjem obdobju zgodovine nahajališča se najprej pojavijo krožne ploščadi ali temenosi. Imajo od 10 do 30 metrov v premeru. Njihova najopaznejša značilnost so apnenčasti stebri v T-obliki z enakomerno debelimi notranjimi stenami, sestavljenimi iz neobdelanega kamna. Do zdaj so odkrili štiri take krožne strukture. Geofizikalne raziskave kažejo, da jih je še 16 z do osem stebrov na vsaki, kar je skoraj 200 stebrov. Ploščadi so bile prepeljane iz temeljne jame, ki je približno 100 metrov od hriba.
Dva višja stebra stojita obrnjena drug proti drugemu na sredini vsakega kroga. Ali so bili krogi opremljeni s streho, je negotovo. V notranjosti so našli kamnite klopi, namenjene za sedenje. Mnogi stebri so okrašeni z abstraktnimi, enigmatičnimi piktogrami in izrezljanimi živalskimi reliefi. Piktograme lahko pogosto razumemo kot svete simbole, kot je znano pri drugih neolitskih jamskih poslikavah. Reliefi prikazujejo sesalce, kot so levi, biki, merjasci, lisice, gazele in osli, kače in drugi plazilce, členonožce, kot so žuželke in pajkovci, ter ptice, zlasti jastrebe. Takrat ko je bila stavba zgrajena, je bila okolica verjetno gozdnata, kar lahko razloži raznovrstnost divjih živali tisočletja pred poselitvijo in gojenjem, ki so privedla do skoraj puščavskih razmer, ki prevladujejo danes. Jastreb ima vidno vlogo tudi v ikonografiji v Çatal Höyüku in Jerihu. Menijo, da so v zgodnji neolitski kulturi v Anatoliji in na Bližnjem vzhodu umrlega namenoma izpostavili jastrebom in drugim mrhovinarjem  (glava pokojnika je bila včasih odstranjena in ohranjena – morda znak čaščenja prednikov), kar bi pomenilo zgodnjo obliko nebeškega pokopa, ki je še vedno značilen pri tibetanskih budistih in zoroastrijancih v Iranu in Indiji.
Našli pa so tudi nekaj človeških figur. Nekateri stebri v obliki črke T imajo človeške roke, vklesane na spodnji polovici, kar kaže, da so namenjene za predstavljanje trupla stiliziranih ljudi (ali morda bogov). Na spodnji polovici nekaterih stebrov se pojavlja moški sramni predpasnik. Mislijo, da vodoravni kamen na vrhu simbolizira človeško glavo. Stebri kot celota imajo zato antropomorfno, človeško identiteto. Ali so bili nadomestni častilci prednikov ali predstavljajo nadnaravna, antropomorfna bitja, ni jasno.
Na stebru 27, priloga 2, plast III so odkrili plenilca, morda leoparda, kar je vzbudilo navdušenje posebnega pomena, saj je vklesan skoraj v krogu, ki namiguje na stopnjo umetniškega usposabljanja in delitve dela, kar je presenetljivo za družbo lovcev in nabiralcev.
Nekatera najstarejša nadstropja imajo sloj iz teraca (žganega apna), drugi pa so temelj, iz katerega rastejo podstavki, da imajo velik par osrednjih stebrov, ki so bili izrezljani v visokem reliefu. Radiokarbonska datacija postavlja gradnjo teh zgodnjih krogov v območje od 9600 do 8800 pred našim štetjem. Prav tako kaže, da je bil ograjen prostor (iz neznanih razlogov) zapolnjen v kameni dobi.

### Plast II
Ustvarjanje krožnih ograd v plasti III je napovedovalo gradnjo malih pravokotnih prostorov v plasti II. Pravokotne stavbe so učinkoviteje uporabile prostor v primerjavi s krožnimi strukturami. Te so pogosto povezane v neolitiku. Toda T-stebri, glavna značilnost starejših ograjenih prostorov, so  tudi tukaj, kar pomeni, da so bile stavbe plasti II še naprej svetišča. Plast II je dodeljena predkeramičnemu neolitiku B (PKN B). Več sosednjih pravokotnih prostorov brez vrat in oken ima tla iz poliranega apna, ki spominja na rimski tlak iz teraca. Po karbonski dataciji je to med 8800 in 8000 pred našim štetjem. Več T-stebrov do 1,5 metra visokih zaseda sredino prostora. Par je okrašen s strašnim videzom levov, kar je dalo ime "stavba levjih stebrov".

### Plast I
Plast I je najvišji del hriba. Je plitvo zakopana in je najdaljši odsek časa. Sestoji se iz sedimentov, razjedenih zaradi erozije in praktično nemotene uporabe hriba za kmetijske namene, saj je prenehalo delovati kot kultno središče.
Nahajališče je bilo namenoma zapolnjeno nekje po 8000 pr. n. št. Zgradbe so bile pokopane pod ruševinami, predvsem kremeni, kamnito orodje in živalske kosti so morali biti prineseni od drugod. Poleg predmetov iz Biblosa (bojne glave ali osti) v polnilu prevladujejo številni predmeti iz Nemrika, Helvana in Asvada.

## Kronološko ozadje
Vse izjave o najdišču so predhodne, saj je bilo izkopano manj kot 5 odstotkov. Schmidt je načrtoval, da bo pustil veliko nedotaknjenega, kar bi raziskale prihodnje generacije (ko bo arheološka tehnika izboljšana). Medtem ko mesto uradno pripada zgodnjemu neolitiku (PKN A), do zdaj niso našli sledi udomačenih rastlin ali živali. Domnevajo, da so bili prebivalci lovci in nabiralci, ki so kljub temu živeli v vaseh vsaj del leta. Do zdaj so našli zelo malo dokazov, da so tu stanovali. Z radiokarbonsko metodo so lahko konec plasti III določili okoli 9000 pred našim štetjem, vendar verjamejo, da je bil tu duhovni center že 11.000 pred našim štetjem ali celo prej.
Ohranjene strukture, ne le deli keramike, metalurgije in izum pisave ali kolesa, so bile zgrajene pred tako imenovano neolitsko revolucijo, to je z začetkom kmetijstva in živinoreje okoli 9000 pred našim štetjem. Gradnja Göbekli Tepeja pomeni organizacijo napredne družbe, kar do zdaj ni bilo povezano s paleolitikom. Arheologi ocenjujejo, da je bilo potrebnih do 500 oseb za izdelavo težkih stebrov iz lokalnih kamnolomov, ki jih je bilo treba prenesti 100 do 500 metrov daleč. Stebri tehtajo 10 do 20 ton, eden je še v kamnolomu in tehta 50 ton. Menijo, da je delo nadzirala elitna skupina verskih voditeljev in nato tudi slovesnosti. Če je tako, bi bili to najstarejši znani dokazi duhovniške kaste, veliko prej, kot so se socialne razlike razvile drugod na Bližnjem vzhodu.
Okoli začetka 8. tisočletja pr. n. št. je Göbekli Tepe (Trebušasti hrib) izgubil svoj pomen. Kmetijstvo in živinoreja sta prinesla nove razmere za življenje ljudi na tem območju in plast 3 D (stone-age zoo jo je imenoval Schmidt) je očitno izgubila pomen pašne skupnosti. Kompleks pa ni bil preprosto opuščen in pozabljen, ampak postopoma uničen. Vsaka struktura je bila namerno pokopana pod 300 do 500 kubičnih metrov odpadkov, ki jih sestavljajo predvsem majhni kosi apnenca, kamnita posoda in kamnito orodje. Našli so kosti mnogih živali in ljudi. Zakaj so bili pokopani, ni znano, vendar pa so se ohranili za zanamce.

## Razlaga
Schmidt je menil, da je Göbekli Tepe gorsko svetišče iz kamene dobe. Radiokarbonska in tudi primerjalna, slogovna analiza kažeta, da je to najstarejša verska lokacija, odkrita kjer koli. Schmidt je verjel, da je bil to, kar je imenoval katedrala na griču, romarski cilj, ki je pritegnil vernike, oddaljene do 160 km. Našli so veliko kosti zaklanih živali iz lokalnega okolja in so bile opredeljene kot ostanki hrane lovcev in kuhane hrane ali drugače pripravljene za udeležence.
Schmidt je štel Göbekli Tepe za osrednje najdišče kulta mrtvih, reliefi živali pa so ščitili mrtve. Čeprav do zdaj niso našli nobene grobnice ali grobov, je Schmidt verjel, da so in da jih bodo odkrili v nišah za zidovi svetih krogov. Schmidt prav tako razlaga povezavo z začetno dobo neolitika. To je eno od mest v bližini območja Karaca Dağ, ki je genetično najbrž prvotni vir vsaj nekaterih naših gojenih žitaric. Nedavna analiza DNA sodobne udomačene pšenice v primerjavi z divjo pšenico je pokazala, da je njena DNA najbližja divji pšenici s pogorja Karaca Dağ. Strokovnjaki menijo, da se je neolitska revolucija, to je pridelava žitaric, začela tukaj. Schmidt in tudi drugi so verjeli, da so bile nomadske skupine prisiljene sodelovati med seboj zaradi zaščite zgodnjih divjih vrst žita pred divjimi živali (čredami gazel in divjih oslov). Divje vrste žita so lahko uporabljali za preživljanje bolj intenzivno kot prej in so jih morda namerno gojili. To bi lahko pripomoglo k zgodnji družbeni organizaciji različnih skupin na območju Göbekli Tepeja.

## Pomen
Göbekli Tepe je arheološko odkritje največjega pomena, saj bi lahko korenito spremenil razumevanje ključne dobe v razvoju človeške družbe. Ian Hodder s Stanfordske univerze je dejal: "Göbekli Tepe spremeni vse." Kaže, da so monumentalne komplekse postavljali že lovci in nabiralci in ne le stalno naseljene kmetijske skupnosti, torej so nastali prej, kot so mislili do zdaj. Klaus Schmidt je zapisal: "Najprej je prišel tempelj, nato mesto."
Ne le njegova velika razsežnost, ampak obstoj več stebrov svetišč kaže, da je enkratno najdišče. Iz tega obdobja ni primerljivih monumentalnih kompleksov. Nevalı Çori, neolitska naselbina, ki jo je tudi izkopal nemški arheološki inštitut in je potopljena pod Atatürkovim jezom od leta 1992, je 500 let mlajša. Njeni T-stebri so precej manjši, svetišče je bilo v vasi. Približno podobna sodobna arhitektura je v Jerihu, a brez umetniškega izraza ali velikih skulptur, a Çatal Höyük, morda najbolj znana anatolska neolitska vas, je 2000 let mlajši.
Zdaj Göbekli Tepe postavlja več vprašanj za arheologijo in prazgodovino kot pa odgovorov. Še vedno ni znano, kako so gradili in vzdrževali tak velik kompleks. Znanstveniki ne znajo razložiti piktogramov in ne vedo zagotovo, kaj pomenijo živalski reliefi. Raznovrstnosti upodobljenih živali, od levov in merjascev, ptic in žuželke, si tudi ni moč razložiti. Malo ali nič dokazov je o prebivanju, živali na slikah so večinoma plenilci, morda so bili kamni namenjeni, da bi preprečili zlo z neko obliko čarovniške predstavitve. Druga možnost je, da so jih uporabljali kot toteme. Domneva, da je bila lokacija namenjena strogo kultu in ni bila naseljena, spodbija predlog, da so strukture uporabljali kot velike komunalne hiše. Ni znano, zakaj so bili stebri zasuti. Dokler ne bo zbranih več dokazov, je težko sklepati o kulturi, izvoru ali pomenu nahajališča.

## Varstvo
Prihodnji načrti vključujejo gradnjo muzeja in ureditev okolice v arheološki park v upanju, da bo to pomagalo ohraniti mesto v državi, v kateri je bila odkrita. 
Letu 2010 je Svetovni sklad za dediščino (Global Heritage Fund (GHF) napovedal večletni program za ohranitev Göbekli Tepeja. Partnerji so Nemški arheološki inštitut (Deutsches Archäologisches Institut), Nemška raziskovalna fundacija (German Research Foundation), občinska uprava Sanliurfe, turško ministrstvo za turizem in kulturo ter prej Klaus Schmidt.
Navedeni cilji projekta so priprava načrta upravljanja in ohranjanja območja, gradnja zavetja čez izpostavljene arheološke najdbe, usposabljanje članov skupnosti za vodenje in ohranjanje ter pomoč turškim organom, da bodo zagotovili vpis na Unescov seznam svetovne dediščine.